# Locomotiva FFS Ce 6/8 II
Le locomotive FFS Ce 6/8 sono state un gruppo di originali locomotive elettriche a semicarri articolati costruite per conto delle Ferrovie Federali Svizzere per l'esercizio merci pesante sulla linea del Gottardo. In virtù del loro aspetto originale con lunghi avancorpi che ricordavano il muso dei coccodrilli vennero soprannominati con tale termine.

## Storia
La prima serie di 33 unità venne costruita, a partire dal 1919, dalla SLM di Winterthur per la parte meccanica e dalla MFO di Oerlikon per la parte elettrica, specificamente per il servizio merci ed era in grado di raggiungere la velocità massima di 65 km/h; venne immatricolata come gruppo Ce 6/8.14251-14283. Il loro utilizzo avvenne sull'itinerario Berna - Thun - Spiez.
In seguito all'elettrificazione della linea del San Gottardo, nel mese di ottobre 1920, i Coccodrilli vennero usati principalmente nel traffico del Gottardo sostituendo le locomotive a vapore.
Tra il 1942 e il 1947 13 unità vennero potenziate a 2.680 kW e ammodernate nella meccanica; essendo aumentata la velocità massima raggiungibile a 75 km/h passarono al gruppo Be 6/8 II cambiando contemporaneamente numero di matricola da 14000 a 13000.
Dopo la seconda guerra mondiale tuttavia con l'avvento delle Ae 6/6 i coccodrilli furono utilizzati sempre di più nelle linee in pianura. 
A partire dal 1965 in seguito all'entrata in servizio di locomotive più moderne e potenti iniziò il loro accantonamento e, qualche anno dopo, la demolizione; negli anni settanta e nei primi anni ottanta sono stati principalmente usati per treni merci di barbabietola da zucchero, tuttavia, alcuni della serie modificata vennero adibiti alla manovra pesante a Basilea fino al 1986.

## Locomotive preservate
Grazie alla sua popolarità sette locomotive sono state preservate fino ad oggi:
- Le FFS hanno il Coccodrillo Storico 14253,
- l'unità 13257 è nel Museo ferroviario di Mürzzuschlag,
- l'unità 14267 è nel Museo della Tecnica di Spira,
- la 14282 nel museo della tecnologia di Sinsheim ,
- il Club Swiss Railpark St. Gotthard Club del San Gottardo ha acquisito la 14276,
- nel Museo dei Trasporti della Svizzera si trova la 13254
- infine la 14270, precedentemente ad Erstfeld è dal 2020 esposta permanentemente a Zurigo, al numero 160 della Birchstraße.